# Hygrocybe intermedia
Hygrocybe intermedia din încrengătura Basidiomycota în familia Hygrophoraceae și de genul Hygrocybe, este un burete comestibil nu prea răspândit saprofit, probabil descompunător ulterior (saprobiont). Un nume popular nu este cunoscut. În România, Basarabia și Bucovina de Nord trăiește înă grupuri mici prin mlaștini de stepă, câmpii sterpe, parcuri, pajiști semi-aride sau nefertilizate și pășuni montane care sunt deosebit de sărace în nutrienți, de preferință pe sol proaspăt până umed, neutru până la acid. Apare mai des de la deal până în ținuturile muntoase, dar doar foarte rar la câmpie și în regiunile montane de peste 1400 m, din (mai) iunie până în octombrie (noiembrie).

## Taxonomie

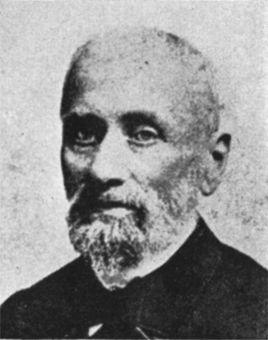
G. Passerini

Numele binomial a fost determinat drept Hygrophorus intermedius de micologul italian Giovanni Passerini (1816-1893) în volumul 4 al jurnalului botanic Nuovo Giornale Botanico Italiano din 1872.
Apoi, în 1889, micologul elvețian Fayod (1860-1900) a transferat specia la genul Hygrocybe sub păstrarea epitetului, de verificat în volumul 7 al jurnalului botanic Annales des Sciences Naturelles Botanique. Acest taxon reprezintă și numele curent valabil (2021).
Denumirea Godfrinia intermedia din 1958 a medicului și micologului ceh Josef Herink (1915–1999), cea a micologului sovietic rus Aleksandr Kovalenko (n. 1953) din 1988, anume Pseudohygrocybe intermedia, precum cele două variații create (vezi infocaseta) sunt acceptate sinonim.
Epitetul specific este derivat din cuvintele latine (latină inter=între) și (latină medium=mijloc), însemnând  intermediar, mijlociu poate datorita culorii speciei între Hygrocybe chlorophana (mai galbenă) și Hygrocybe punicea (mai roșie).

## Descriere

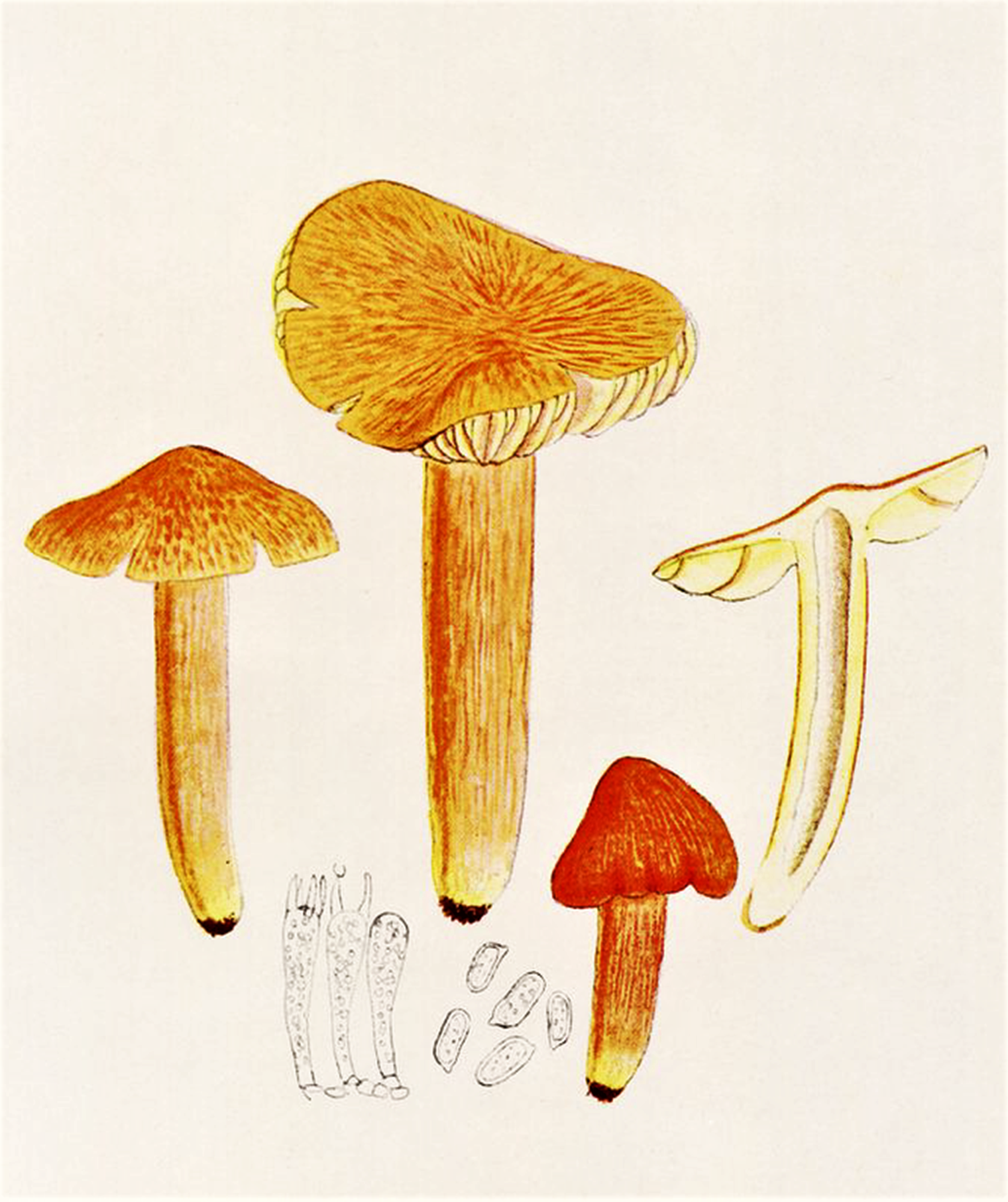
Bres.: Hygrophorus intermedius

- Pălăria: are un diametru de 3-6 cm, este destul de robustă, inițial semisferică, ulterior convexă sau în formă de clopot sau turtit cocoșată, în sfârșit nu rar mai mult sau mai puțin aplatizată, adesea cu crăpături radiale la margine. Cuticula este mereu uscată, radial-fibroasă și spre centru puternic fin solzoasă. Coloritul variază, el poate fi galben-portocaliu aprins, portocaliu, flăcăit roșiatic sau stacojiu, în vârstă mat galben-portocaliu. Nu înnegrește după apăsare sau leziune.
- Lamelele: sunt spațiate, destul de groase, inegale și ceva bulboase, în tinerețe ondulate și aderate la picior cu un dinte, muchiile fiind zimțate. Coloritul, la început albicios, devine cu timpul gălbui și la bătrânețe galben-portocaliu ca cuticula.
- Piciorul: cilindric și robust de 3 la 8 cm lungime și  0,6-1,3 cm grosime este la început plin, dar repede gol tubular pe dinăuntru. Coaja uscată, pe fundal galbenă până portocalie, este străbătută de caneluri roșiatice longitudinale, baza fiind mai deschisă, aproape albicioasă. Nu prezintă un inel și nu se colorează în negru prin rupere.
- Carnea: albicioasă până galbenă sau galben-portocalie, care nu se colorează în contact cu aerul după o secțiune este destul de fermă, mirosul fiind mai mult sau mai puțin neînsemnat, maximal foarte slab de ciuperci și gustul blând.[3][4]
- Caracteristici microscopice: are spori hialini (translucizi), neamilozi (nu se decolorează cu reactivi de iod), netezi cu pereți groși, cu un apicol și de o formă foarte variabilă (larg elipsoidali, ovoidali, alungit ovoizi, sub-cilindrici, constrânși sau în formă de pară), având o mărime de (7) 8-11 (12)  x 5-8 (8,5) microni. Pulberea lor este albă. Basidiile clavate cu 2 sau 4, mai rar cu 1-3 sterigme, măsoară (37) 40-50 (52) x 8 (9,5)-10 (12,5) microni. Cistidele (celule de obicei izbitoare și sterile care pot apărea între basidii și himen, stratul fructifer) lipsesc. Pseudocistidele (hife asemănătoare cistidelor, de acea „pseudo”, care izvorăsc mult mai adânc în țesutul fungic interior) sunt alcătuite din capete atenuate ale hifelor tramei, proeminente de 18 µm până la 48 µm. Trama fertilă regulară constă din elemente tubiforme, la capăt conice, de 420-peste 800 x 15-36 microni. Pileocistidele (elemente sterile de pe suprafața pălăriei) au hife destul de scurte, late de 4-15 µm cu fascicule trichoderme de hife ascendente adesea constrânse și septate cu elemente terminale în majoritate fusiforme de 50-120 x 8,5-20 microni. Caulocistidele (cistide situate la suprafața piciorului) au hife cu elemente cilindrice, late de 3,5-11 µm care sunt parțial crescătoare cu vârfuri libere. Prezintă cleme.[10] [11]
- Reacții chimice: nu sunt cunoscute.[12]

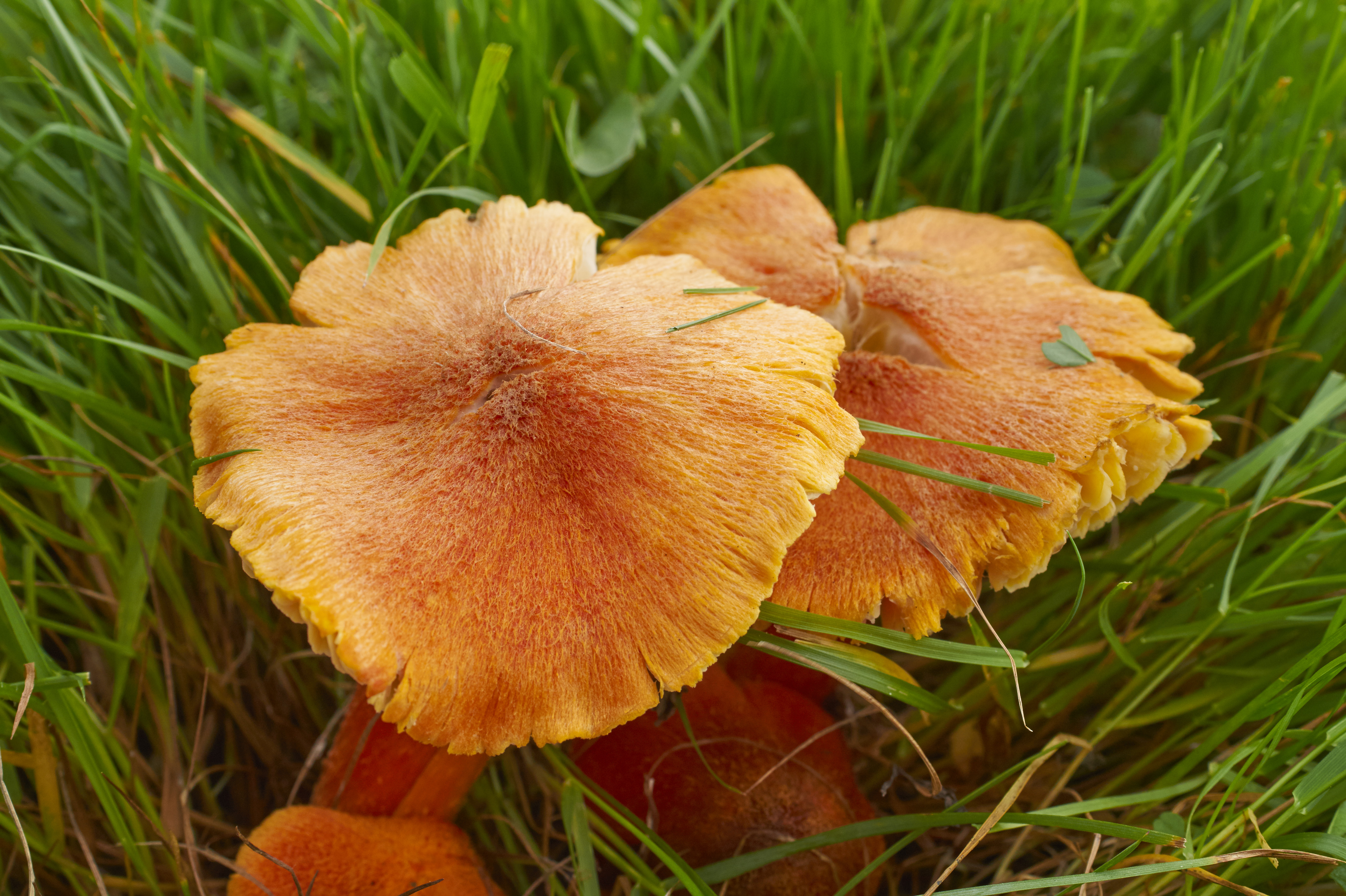
H. intermedia mai bătrâne: pălării
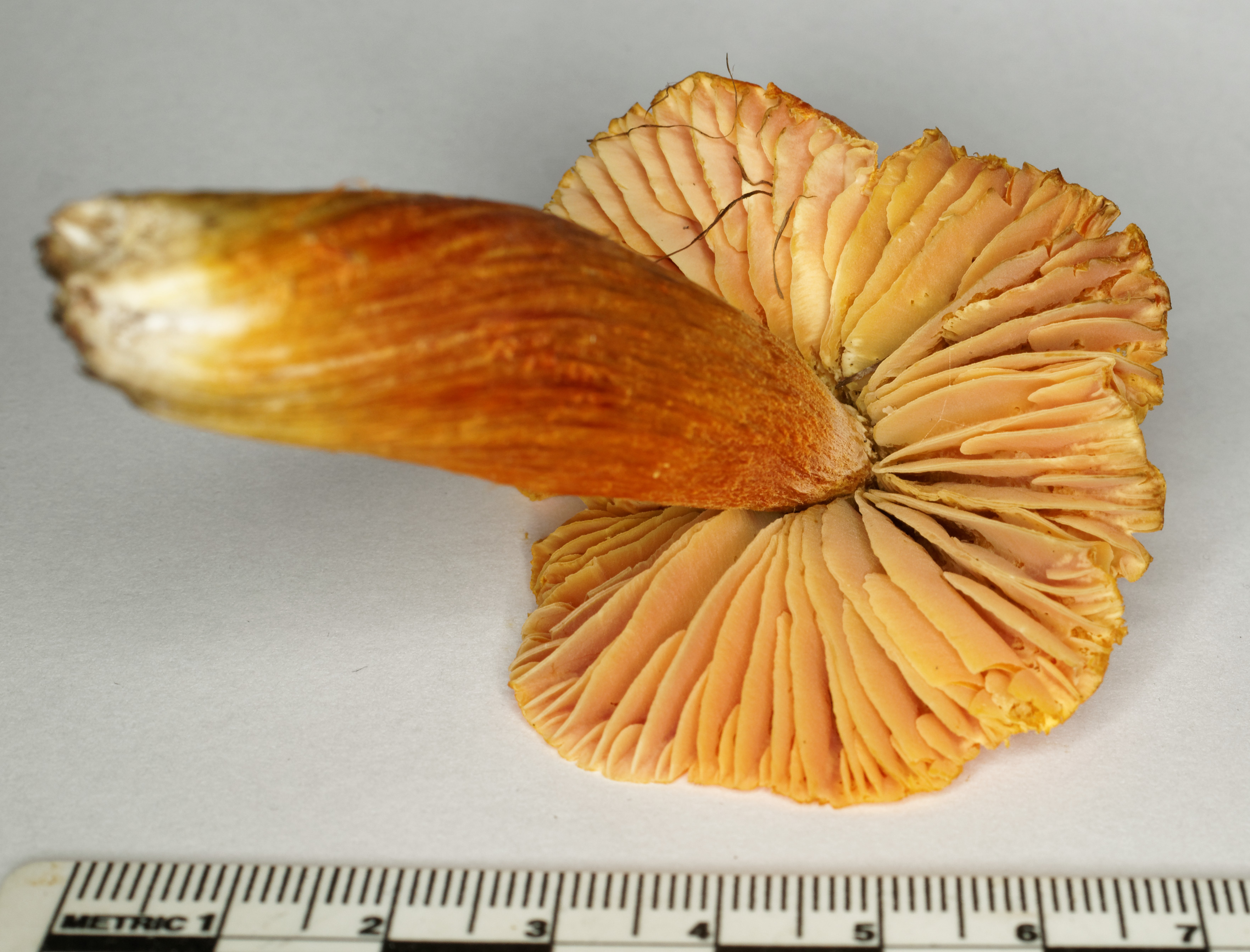
H. intermedia mai bătrână: lamele și picior
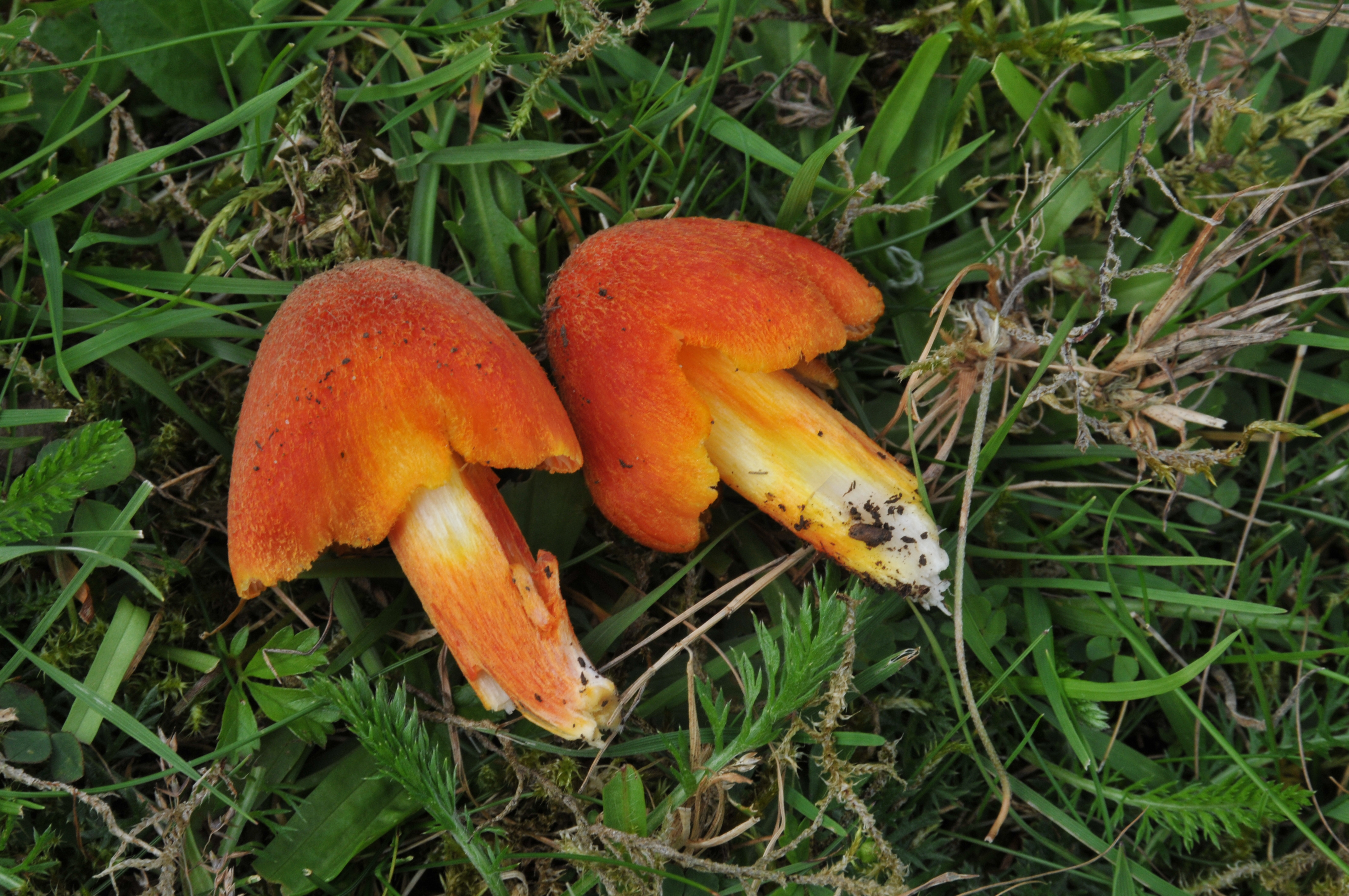
H. intermedia tinere
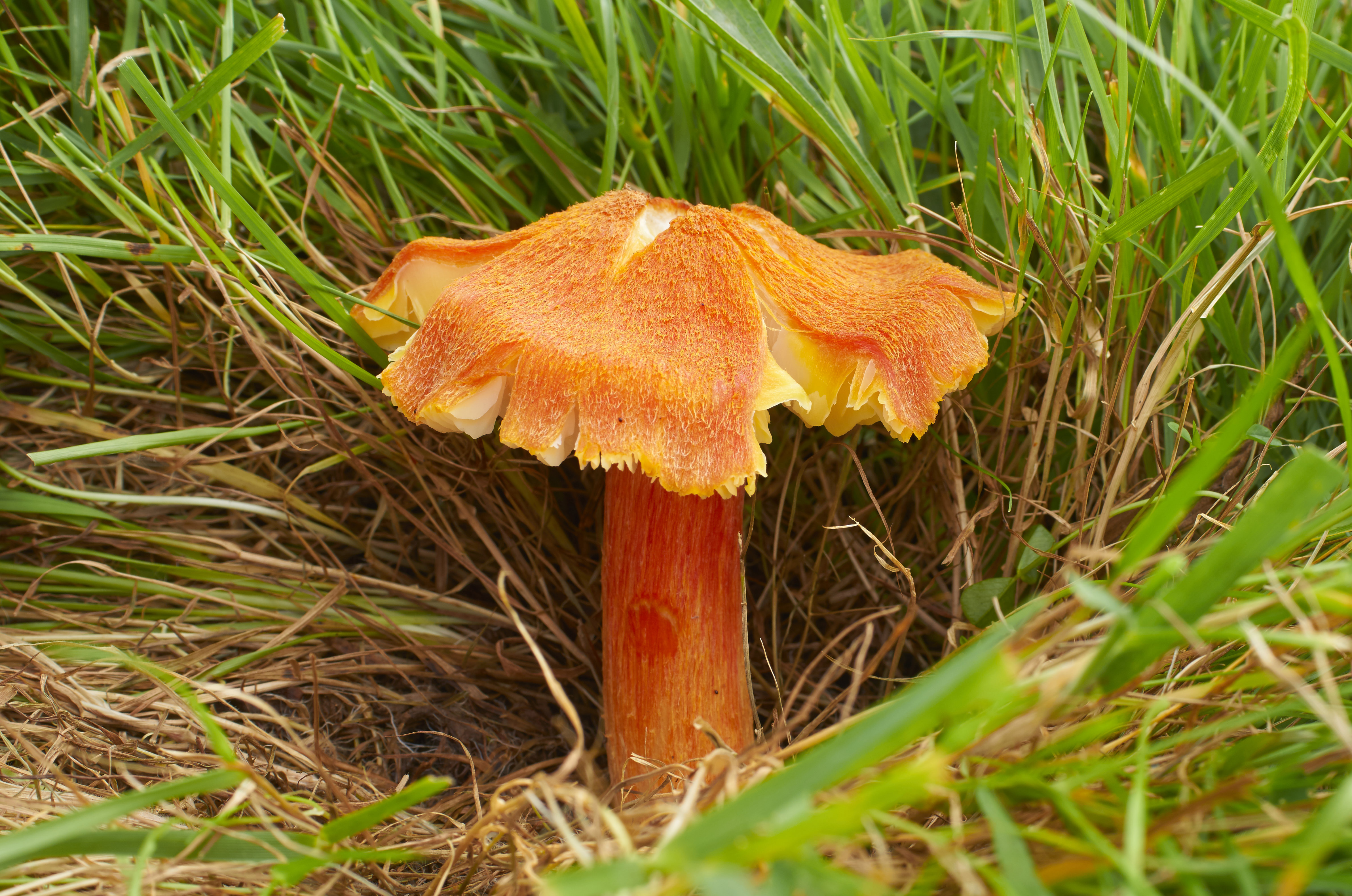
H. intermedia bătrână: aspect lateral

## Confuzii
Această ciupercă poate fi confundată cu suratele ei cu toate mai mult sau mai puțin comestibile, ca de exemplu: Cuphophyllus colemannianus sin. Hygrocybe colemanniana (comestibil), Hygrocybe aurantiosplendens, Hygrocybe cantharellus (comestibilă), Hygrocybe chlorophana, Hygrocybe coccinea, Hygrocybe miniata, Hygrocybe punicea, Hygrocybe spadicea (comestibilă) sau Hygrocybe splendidissima, dar, de asemenea, cu otrăvitoarele Hygrocybe conica și Hygrocybe nigrescens care înnegresc la bătrânețe, leziune sau tăiere.

## Specii asemănătoare în imagini

Cuphophyllus colemannianus sin. Hygrocybe colemanniana
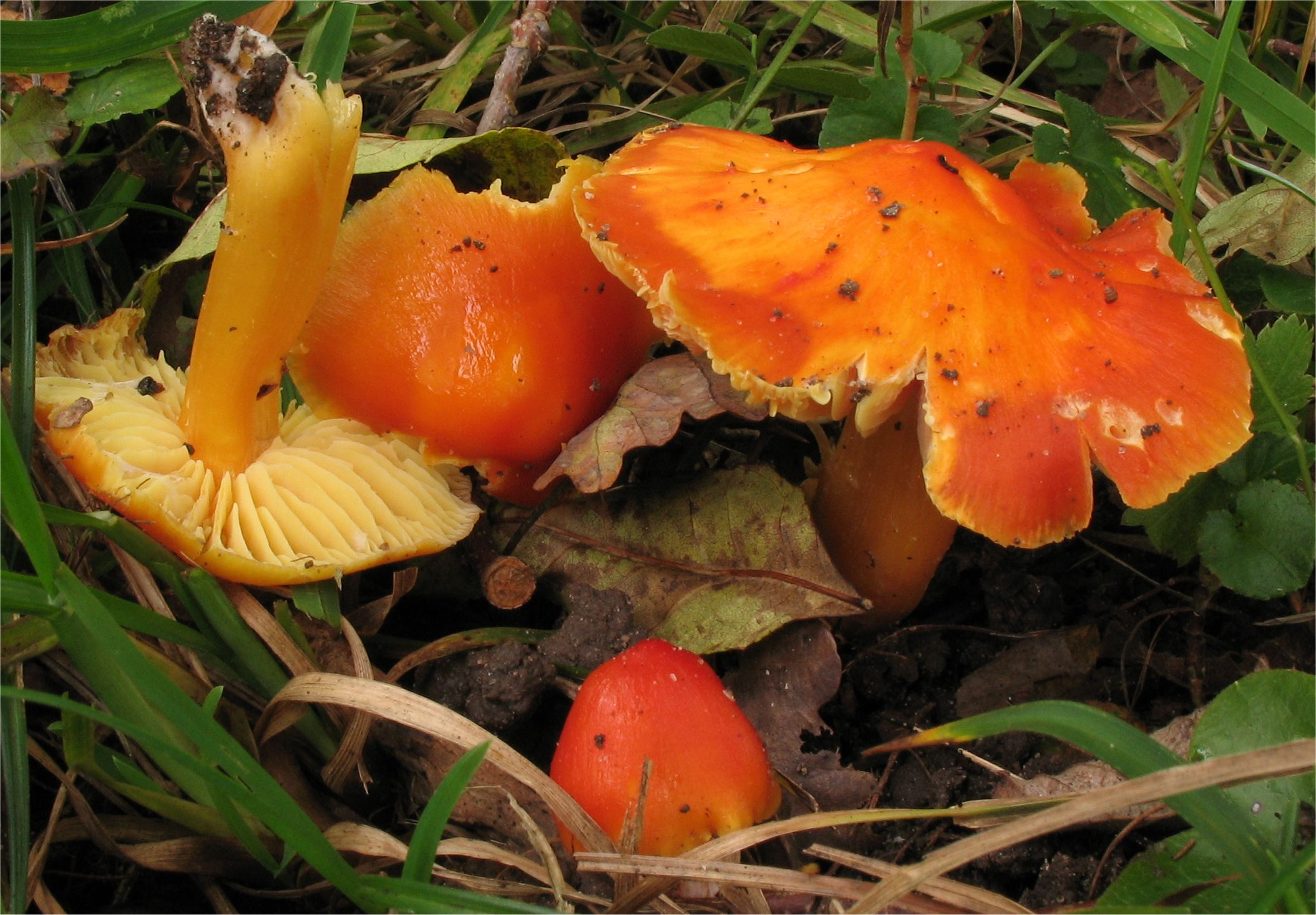
Hygrocybe aurantiosplendens
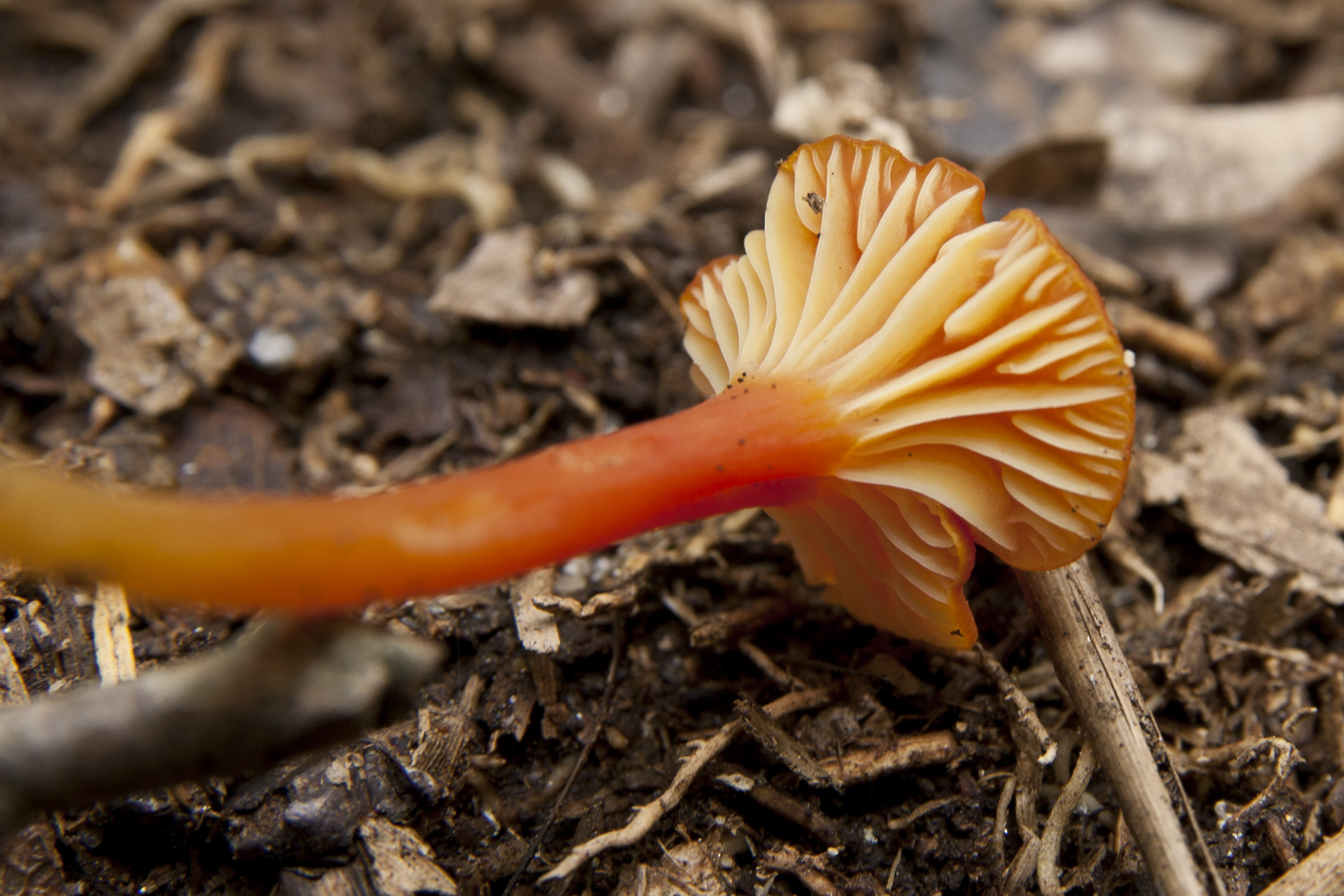
Hygrocybe cantharellus
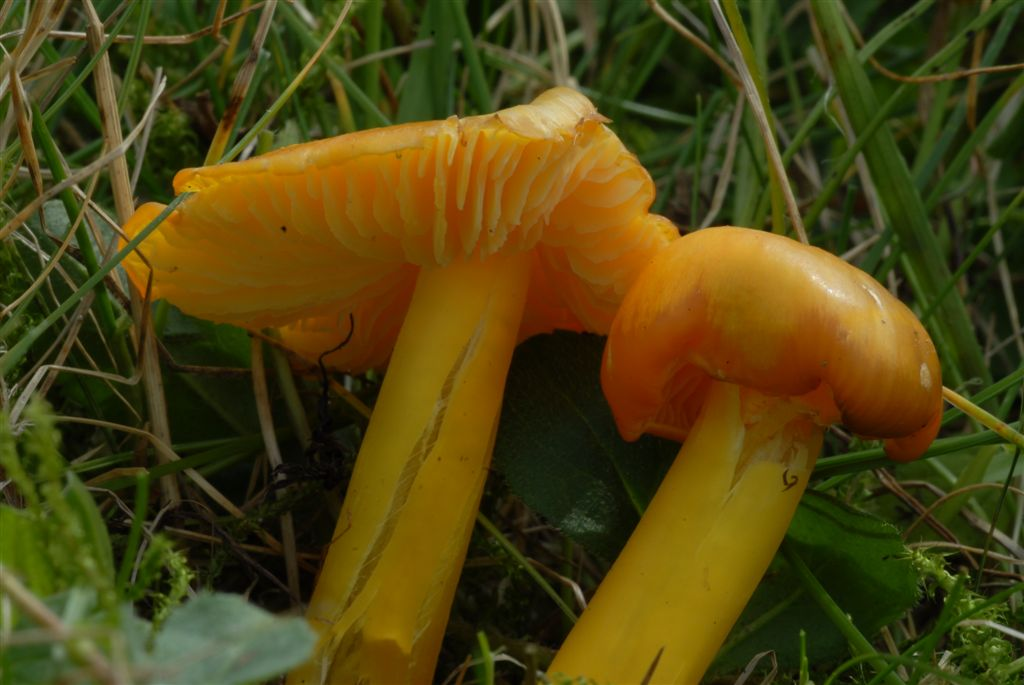
Hygrocybe chlorophana
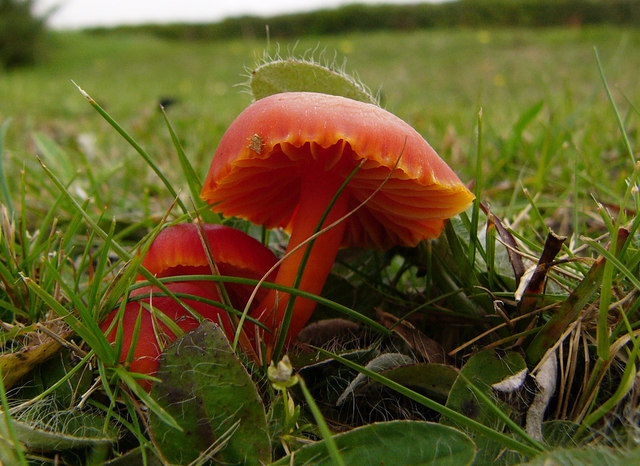
Hygrocybe coccinea
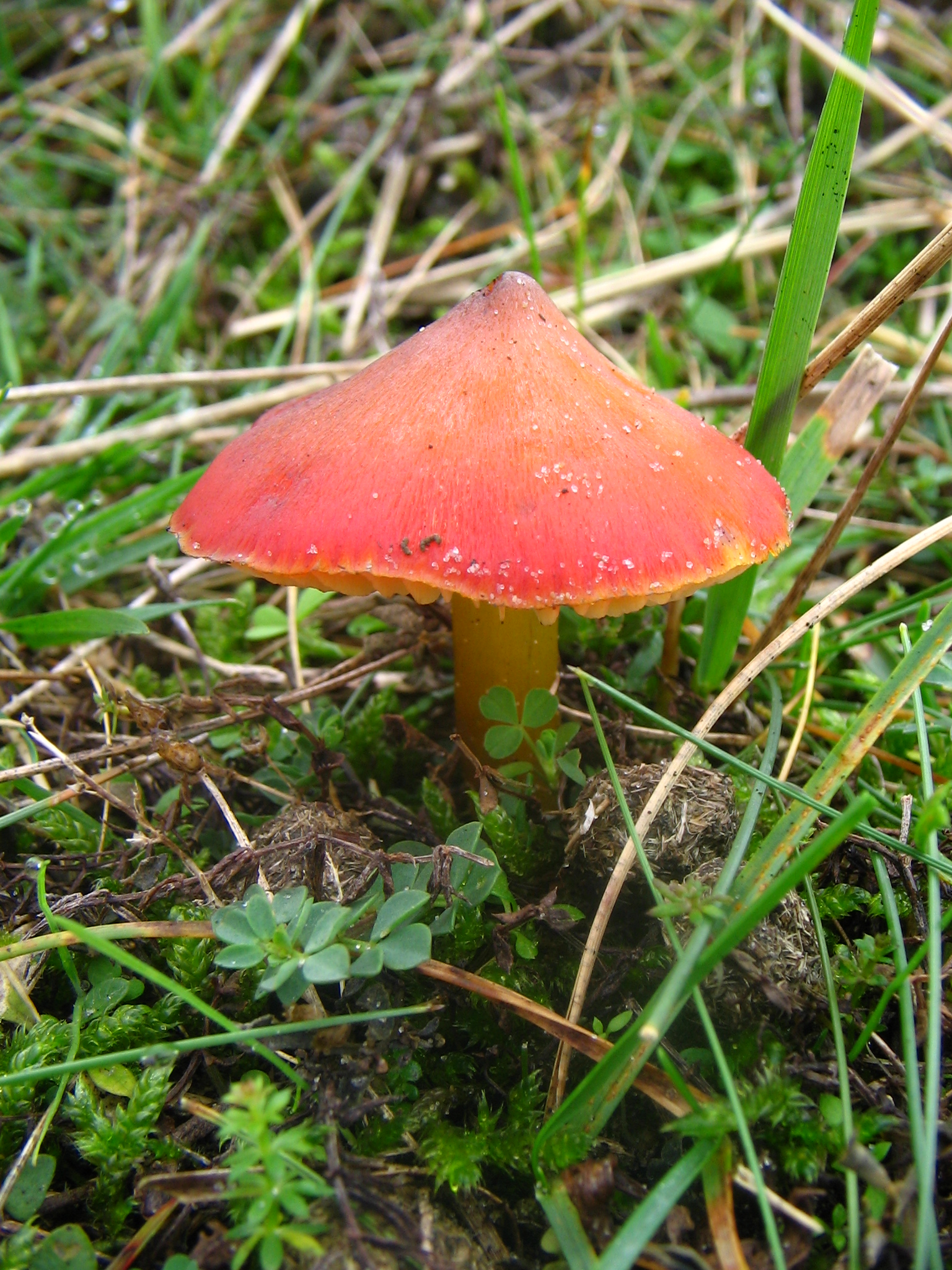
!!Hygrocybe conica!!

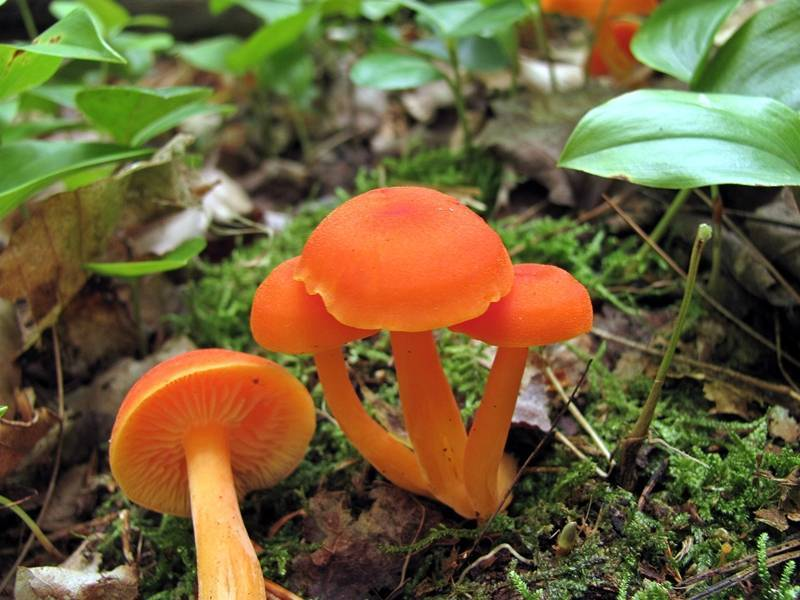
Hygrocybe miniata
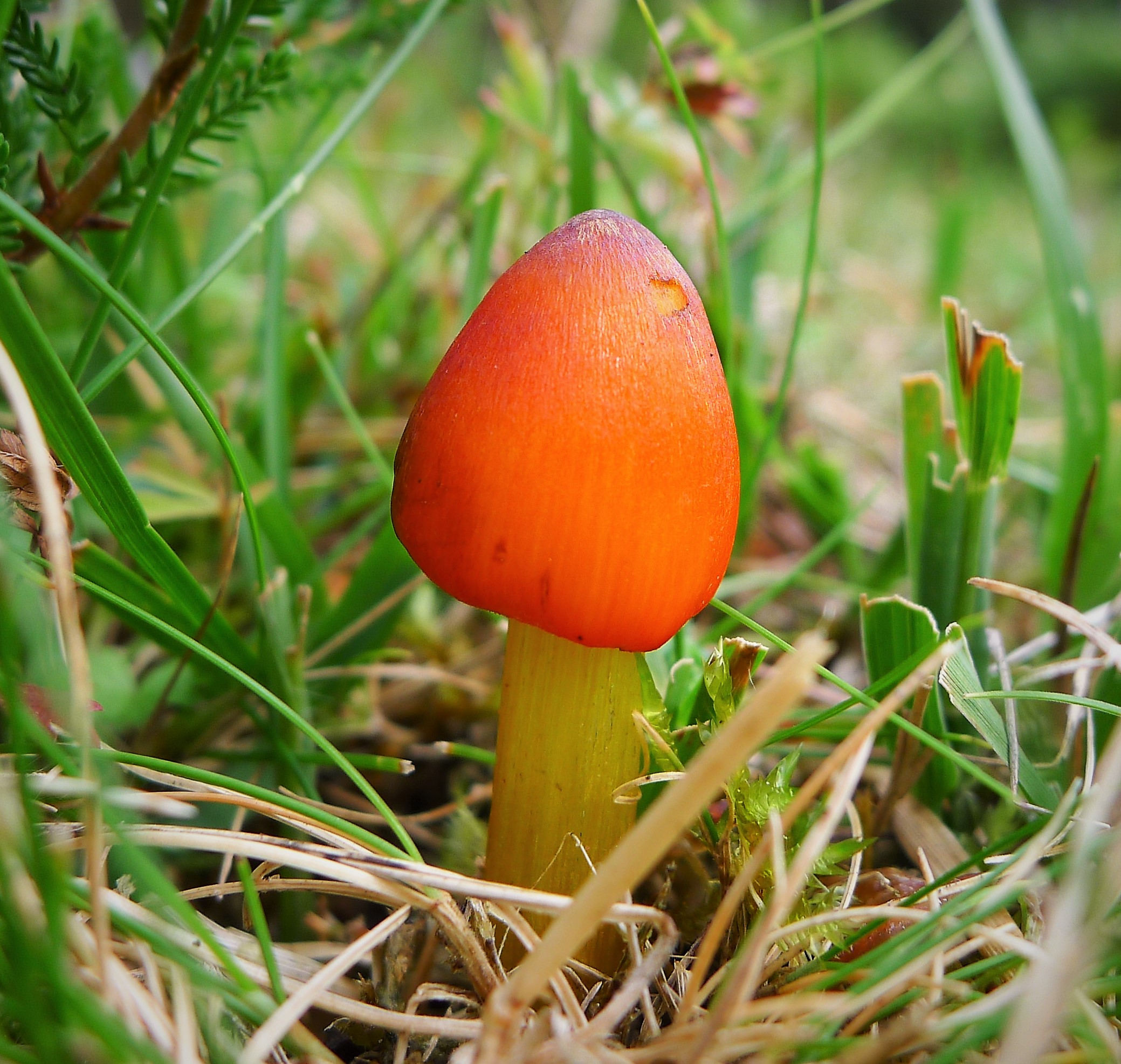
!!Hygrocybe nigrescens!!
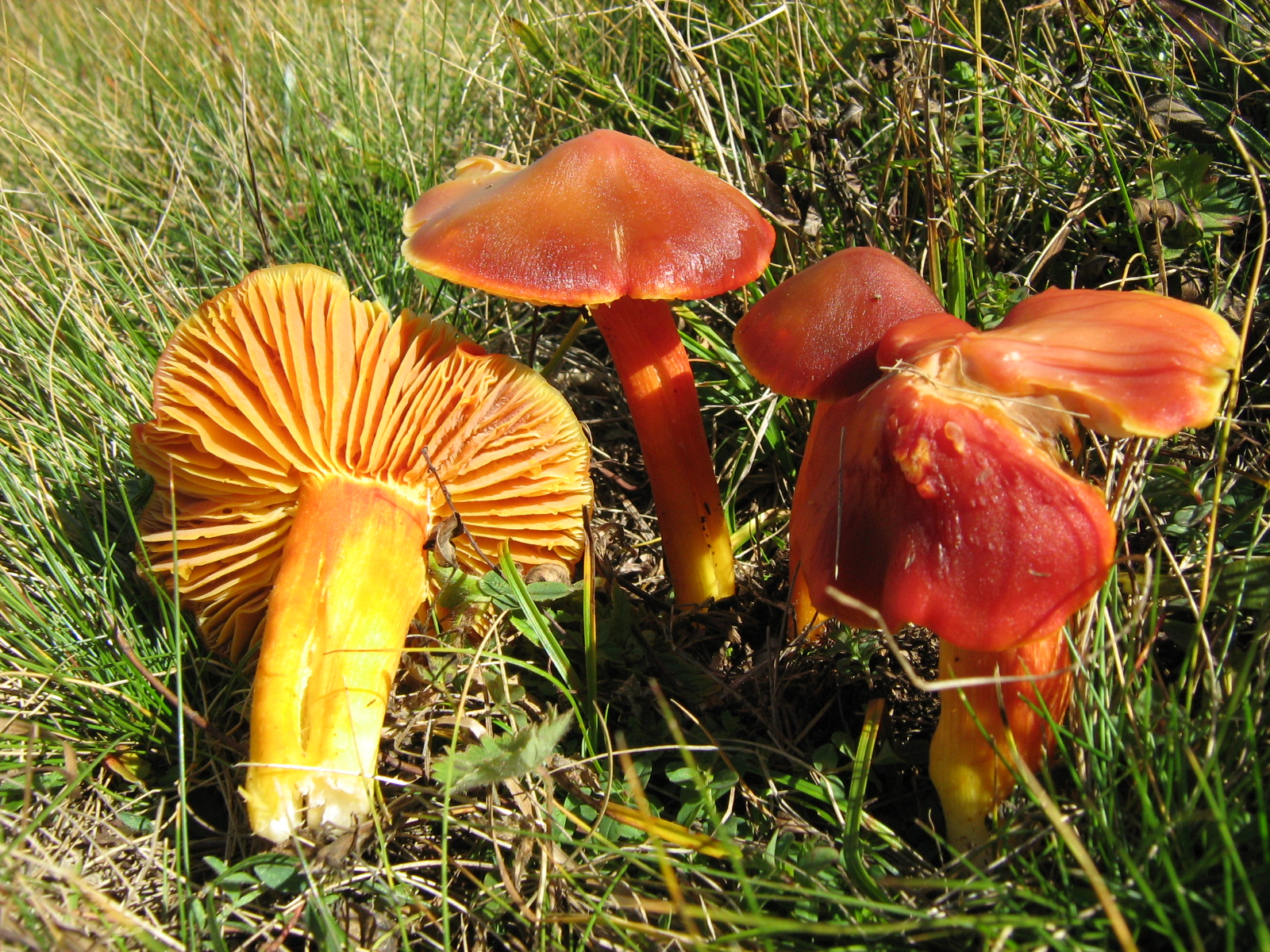
Hygrocybe punicea
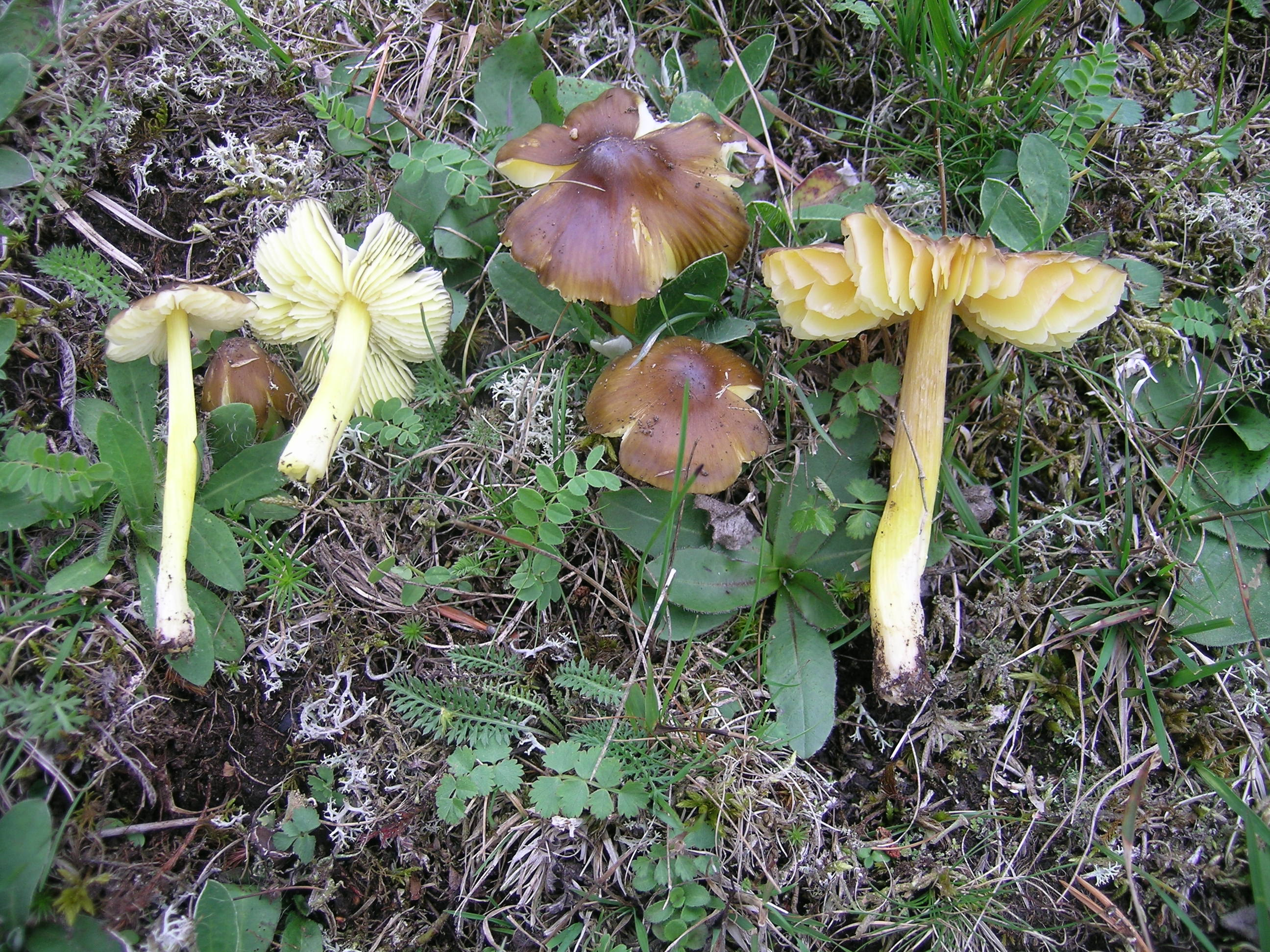
Hygrocybe spadicea
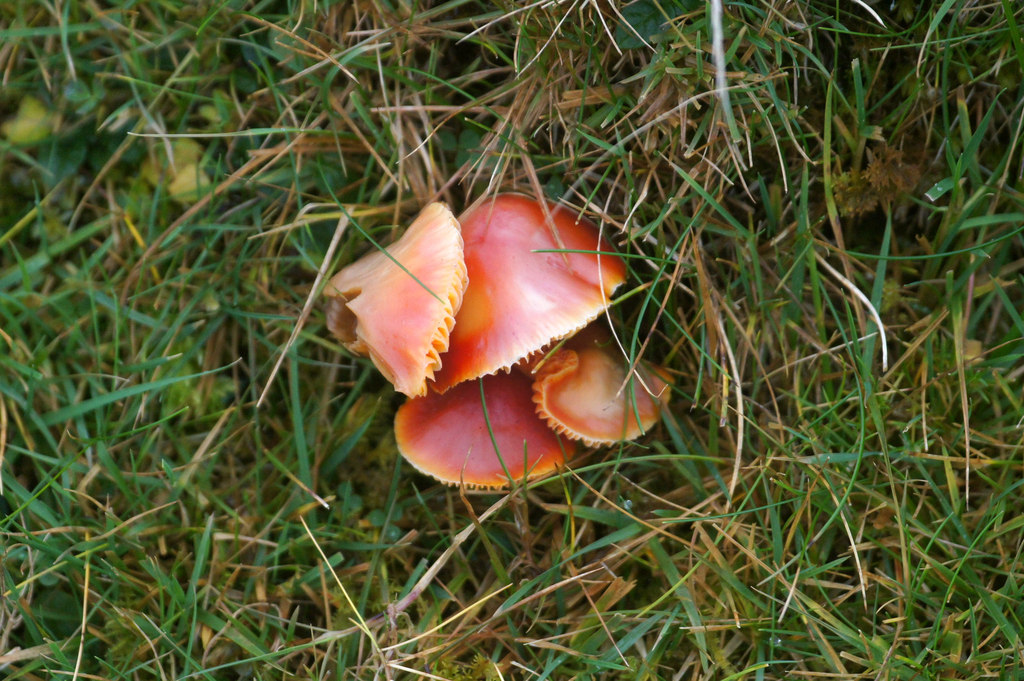
Hygrocybe splendidissima

## Valorificare
Buretele care nu se potrivește pentru uscare poate fi preparat la fel ca ciuperca vulpii, dar, apărând destul de rar, ar fi mai bine cruțat și lăsat la loc.